# Musculus adductor magnus

Musculus adductor magnus

Arteria femoralis

Musculus adductor magnus ("stora adduktormuskeln") är en triangulär muskel på lårets mediala sida. Muskeln är den största, kraftfullaste och mest komplexa av adductormusklerna. Muskeln har en tudelad roll som både dynamisk stabilisator av bäckenet och lårbenet samt är den primära inåtföraren av lårbenet.
Funktion
- En del flekterar (böjer) höften och en del inåtroterar lårbenet.
- En del extenderar, för lårbenet bakåt och utåtroterar lårbenet.
- Båda delarna adducerar, för lårbenet in mot mitten.

Ursprung
Adductordel:  ramus inferior ossis pubis, ramus ossis ischii
extensordel: tuber ischiadicum
Fäste
Adductordel:  tuberositas glutea, mediala läppen av linea aspera, linea supracondylaris medialis
Extensordel: tuberculum adductorium
Innervation
Nervus obturatorius, Nervus ischiadicus
Blodförsörjning
Arteria fermoralis, aa. popliteus, genicularis